# La Tempestad del Segador
La Tempestad del Segador (en inglés Reaper's Gale) es una novela de fantasía del escritor canadiense Steven Erikson, el séptimo libro de su serie de fantasía épica, Malazan: El Libro de  los Caídos. La Tempestad del Segador es una secuela directa de los libros quinto y sexto, Mareas de medianoche y Los cazahuesos.
La novela se publicó por primera vez en tapa dura y en rústica el 7 de mayo de 2007 en el Reino Unido, el 5 de junio de 2007 en Canadá, y  el 4 de marzo de 2008 en los Estados Unidos. Una traducción al español, escrita por Marta García Martínez, se publicó en 2020 por el editorial Nova.

## Sinopsis
No todo va bien en el Imperio de Letheras, en tanto Rhulad Sengar, el emperador, está perdiendo la cordura, rodeado de aduladores y agentes de su maquiavélico canciller. Mientras tanto, la policía secreta de Letheras lleva a cabo una campaña de terror contra su propio pueblo. El Errante, que antaño era un dios clarividente, de repente se vuelve ciego al futuro. Las conspiraciones hierven por todo el palacio, mientras el imperio, impulsado por los corruptos y los egoístas, se acerca cada vez más a una guerra total con los reinos vecinos.
La gran flota de los Tiste Edur, cuyos guerreros han sido seleccionados entre innumerables personas, se acerca cada vez más. Entre los guerreros se encuentran Karsa Orlong e Icarium Lifestealer, cada uno destinado a enfrentarse al mismísimo emperador. Es inevitable que se derrame aún más sangre... En este contexto, una banda de fugitivos busca una forma de salir del imperio, pero uno de ellos, Fear Sengar, debe encontrar el alma de Scabandari Bloodeye. Su esperanza es que el alma pueda ayudar a detener a los Tiste Edur y así salvar a su hermano, el emperador. Sin embargo, con ellos viaja el enemigo más antiguo de Scabandari: Silchas Ruin, hermano de Anomander Rake. Y sus motivos son todo menos seguros, ya que las heridas que lleva en la espalda, hechas por las espadas de Scabandari, aún están frescas.
El destino decreta que habrá un ajuste de cuentas, ya que un derramamiento de sangre como ese no puede quedar sin respuesta, y será un ajuste de cuentas a una escala inimaginable. 

## Recepción
Publishers Weekly afirmó que «la plétora de personajes, ataques y contraataques, planes ocultos y dioses combatientes será del gusto principalmente de fanáticos serios de las epopeyas brutales y complejas», y describe al libro como «sangriento y adusto». 